# Dany Maffeïs
Dany Maffeïs, né le 13 décembre 1992, est un coureur cycliste français.

## Biographie

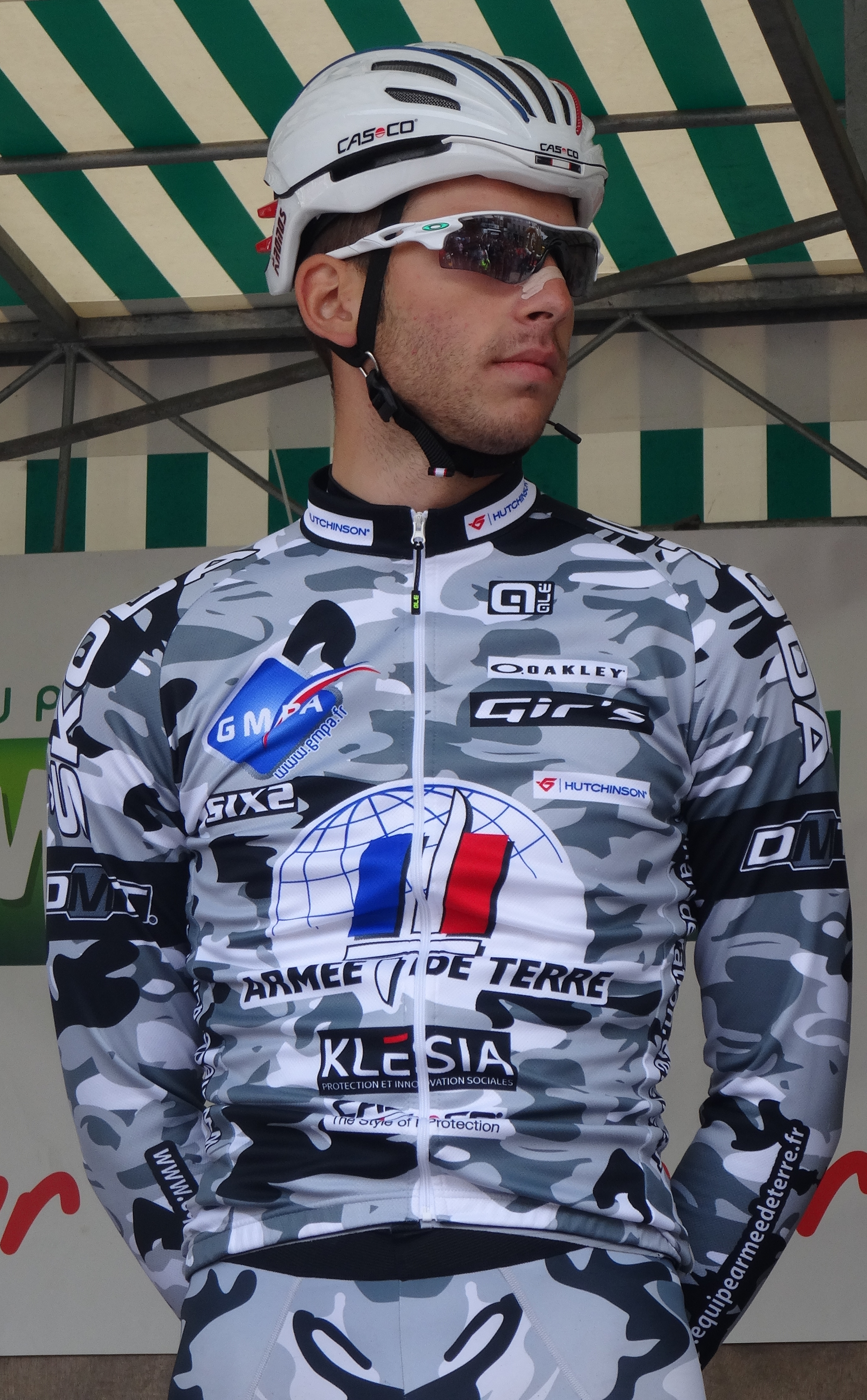
Dany Maffeïs lors du Grand Prix de Bavay 2014.

Dany Maffeïs naît le 13 décembre 1992, en France. Au cours de son passage dans l'équipe de DN1 de l'Armée de Terre, il a l'occasion de participer à plusieurs épreuves du calendrier UCI Europe Tour ou il obtient plusieurs Top 10. Il termine ainsi 2e lors de la 1re étape du Tour de Gironde en 2013, mais aussi 4e de la 4e étape et 8e du classement général de cette course. En cette même année 2013, il a fini également 8e du Grand Prix de la ville de Pérenchies. En 2014, il se classe 4e de la 2e étape du Tour du Loir-et-Cher.
Membre de la sélection des Hauts-de-France présente aux championnats de France de cyclisme sur piste 2017, il décroche une médaille d'argent en poursuite par équipes (avec Corentin Ermenault, Romain Bacon, Rémi Huens et Florian Deriaux).
En août 2018, Dany Maffeïs s'essaye à l'ultracyclisme et participe aux 24 heures du Mans Vélo au sein d'une équipe sponsorisée par la firme SOCOPA. Il se classe second de l'épreuve mancelle avec ses coéquipiers d'un jour  Kévin Lalouette, Romain Bacon, Rémy Gras, Cyril Saillard et Alexandre Delettre.
Engagé aux championnats de France de cyclisme sur piste 2019, il obtient une médaille d'argent en poursuite par équipes (avec Florian Deriaux, Corentin Ermenault, Louis Brulé et Baptiste Gourguechon) et se classe neuvième de la  course à l'américaine avec Maxime Gressier.

## Palmarès sur route

### Par année
- 2009[1]
  - 3e étape des Boucles du Val d’Oise
  - Grand Prix de Tramain
  - Souvenir Denis Gérardin
  - Grand Prix des Fêtes du Sport à Montmorency
- 2010
  - Grand Prix de Chenevierre-Les Louvres
  - Critérium de Soisy-sous-Montmorency
  - Pacy Tour
  - Grand Prix de la ville du Blanc-Mesnil
  - Prix de l’ouverture à Aulnay-sous-Bois
- 2011
  - Prix de Montataire
  - Grand Prix de Dax
  - Grand Prix de Peyrhorade
  - Grand Prix de Navarrenx
- 2013
  - Grand Prix de Montlhéry
- 2014
  - 2e étape du Trophée de l'Essor
  - Challenge Mayennais - Saint-Germain-d'Anxure
  - Grand Prix de Saint-Hilaire-du-Harcouët
  - 3e du Grand Prix de Gommegnies
- 2015
  - Tour de la Communauté de Communes de Lucé
  - 3e du Grand Prix de Bavay
- 2017
  - 2e de la Nocturne de Bar-sur-Aube
  - 3e du Challenge Mayennais
- 2018
  - 2e étape du Tour du Canton de l'Estuaire
  - Grand Prix Daniel Fix
  - Critérium de Gayant
  - Grand Prix de la Braderie de Saint-Quentin
- 2019
  - Grand Prix de Saint-Maximin
  - Nocturne de Cosne-sur-Loire
- 2020
  - 2e de Bordeaux-Saintes
- 2022
  - Prix des Vendanges à Maisonnais[6]
  - 2e du Grand Prix de Bavay
- 2023
  - 2e du Grand Prix des Grattons

### Classements mondiaux
| Année           | 2013 |
| --------------- | ---- |
| UCI Europe Tour | 753e |

## Palmarès sur piste

### Championnats de France
- 2010
  - 2e de la vitesse par équipes
- 2012
  - 2e de la poursuite par équipes
- 2013
  - 3e de l'américaine
- 2017
  - 2e de la poursuite par équipes
- 2019
  - 2e de la poursuite par équipes

### Championnats d'Île-de-France
- 2009
  - Champion d'Île-de-France de poursuite individuelle
  - Champion d'Île-de-France du keirin
- 2010
  - Champion d'Île-de-France de poursuite individuelle
  - Champion d'Île-de-France de poursuite par équipes
  - Champion d'Île-de-France de vitesse individuelle
  - Champion d'Île-de-France du keirin
- 2011
  - Champion d'Île-de-France de poursuite individuelle
  - Champion d'Île-de-France de l'omnium
- 2012
  - Champion d'Île-de-France du kilomètre
  - Champion d'Île-de-France de poursuite